# Emilio Carlos Berlie Belaunzarán
Emilio Carlos Berlie Belaunzarán (ur. 4 listopada 1930 w Aguascalientes) – meksykański duchowny rzymskokatolicki, w latach 1995–2015 arcybiskup jukatański.

## Życiorys
Święcenia kapłańskie przyjął 3 lipca 1966. 3 czerwca 1983 został prekonizowany biskupem Tijuana. Sakrę biskupią otrzymał 25 lipca 1983. 15 marca 1995 został mianowany arcybiskupem jukatańskim, ingres odbył się 29 kwietnia. 1 czerwca 2015 przeszedł na emeryturę.